# (385533) 2004 QD29
(385533) 2004 QD29, também escrito como (385533) 2004 QD29, é um objeto transnetuniano que está localizado no cinturão de Kuiper, uma região do Sistema Solar. Este objeto é classificado com um provável cubewano. Ele possui uma magnitude absoluta de 7,0 e tem um diâmetro estimo com cerca de 175 km.

## Descoberta
(385533) 2004 QD29 foi descoberto no dia 19 de agosto de 2004 pelos astrônomo B. Gladman.

## Órbita
A órbita de (385533) 2004 QD29 tem uma excentricidade de 0,115 e possui um semieixo maior de 42,899 UA. O seu periélio leva o mesmo a uma distância de 37,980 UA em relação ao Sol e seu afélio a 47,818 UA.